# Las Tablas (Madrid)

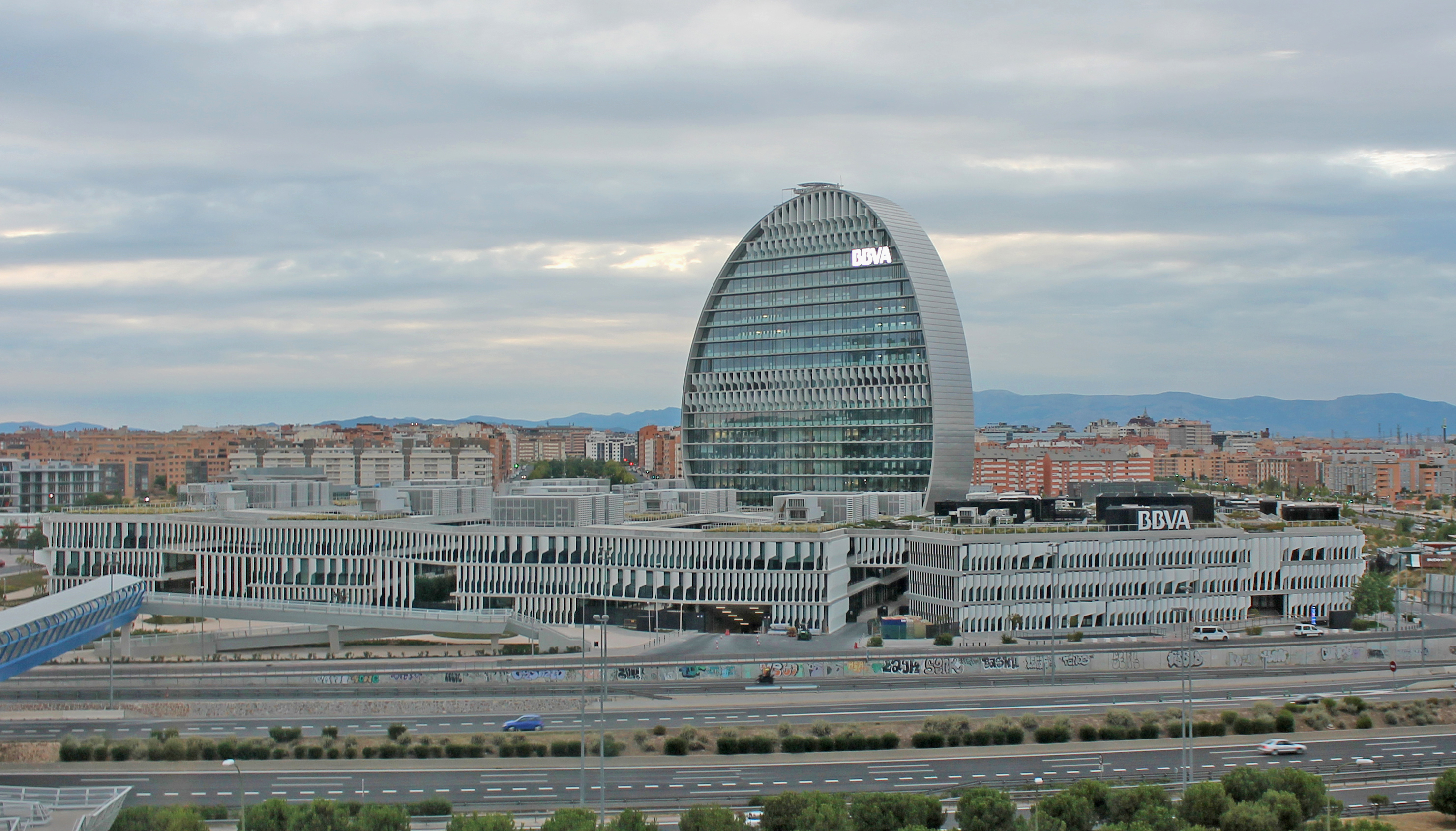
Ciudad BBVA y Edificio 'La Vela', diseñados por Jacques Herzog y Pierre de Meuron

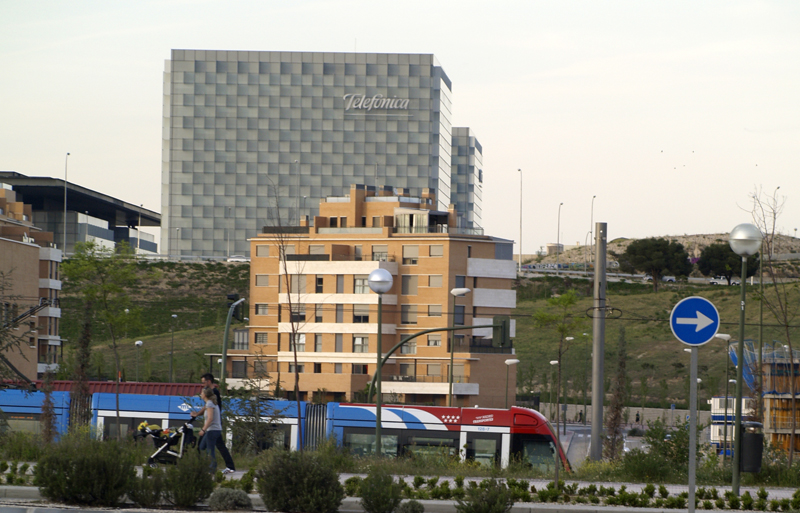
Vista de la sede de Telefónica desde Las Tablas

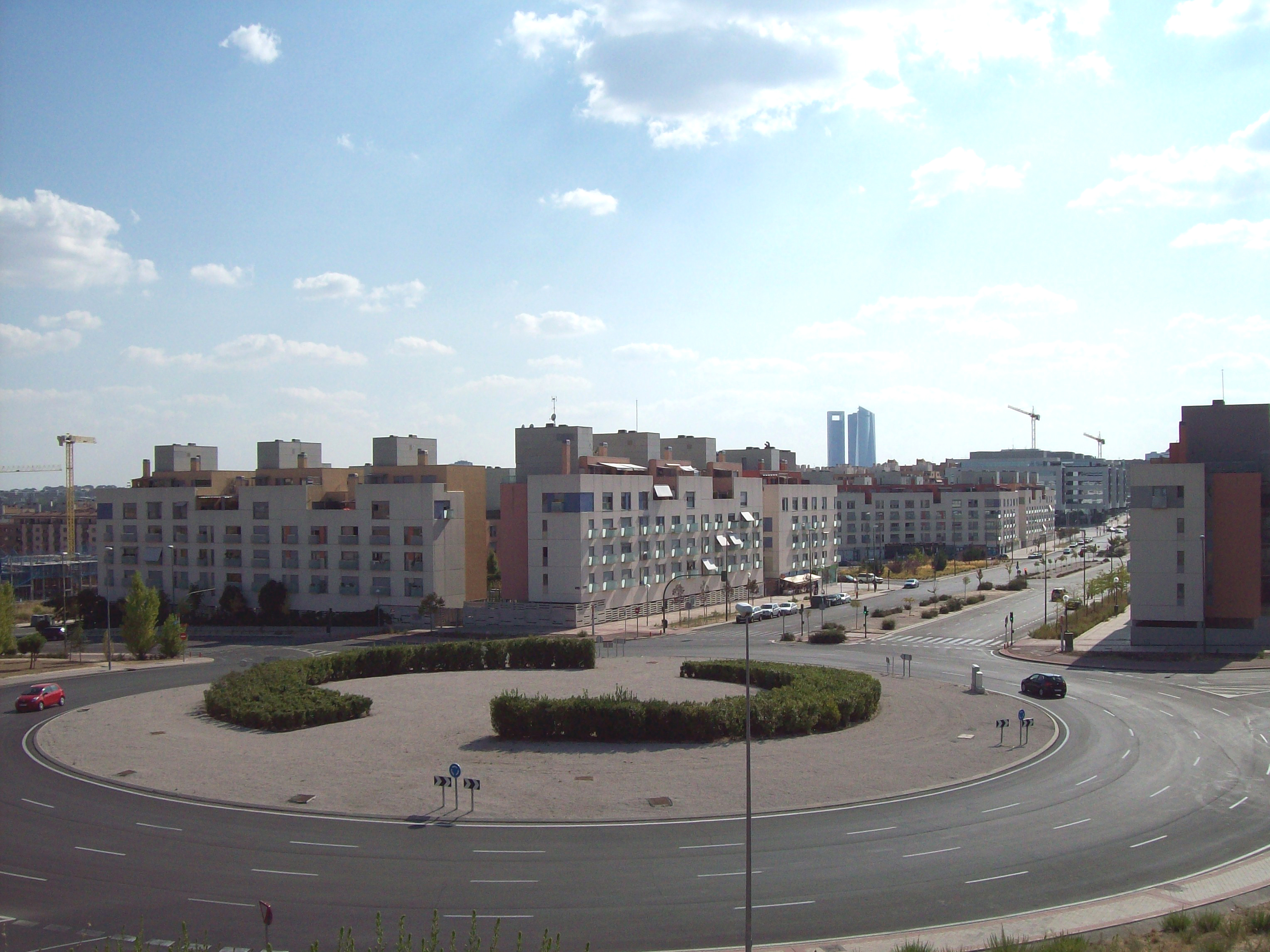
Avenida del Camino de Santiago

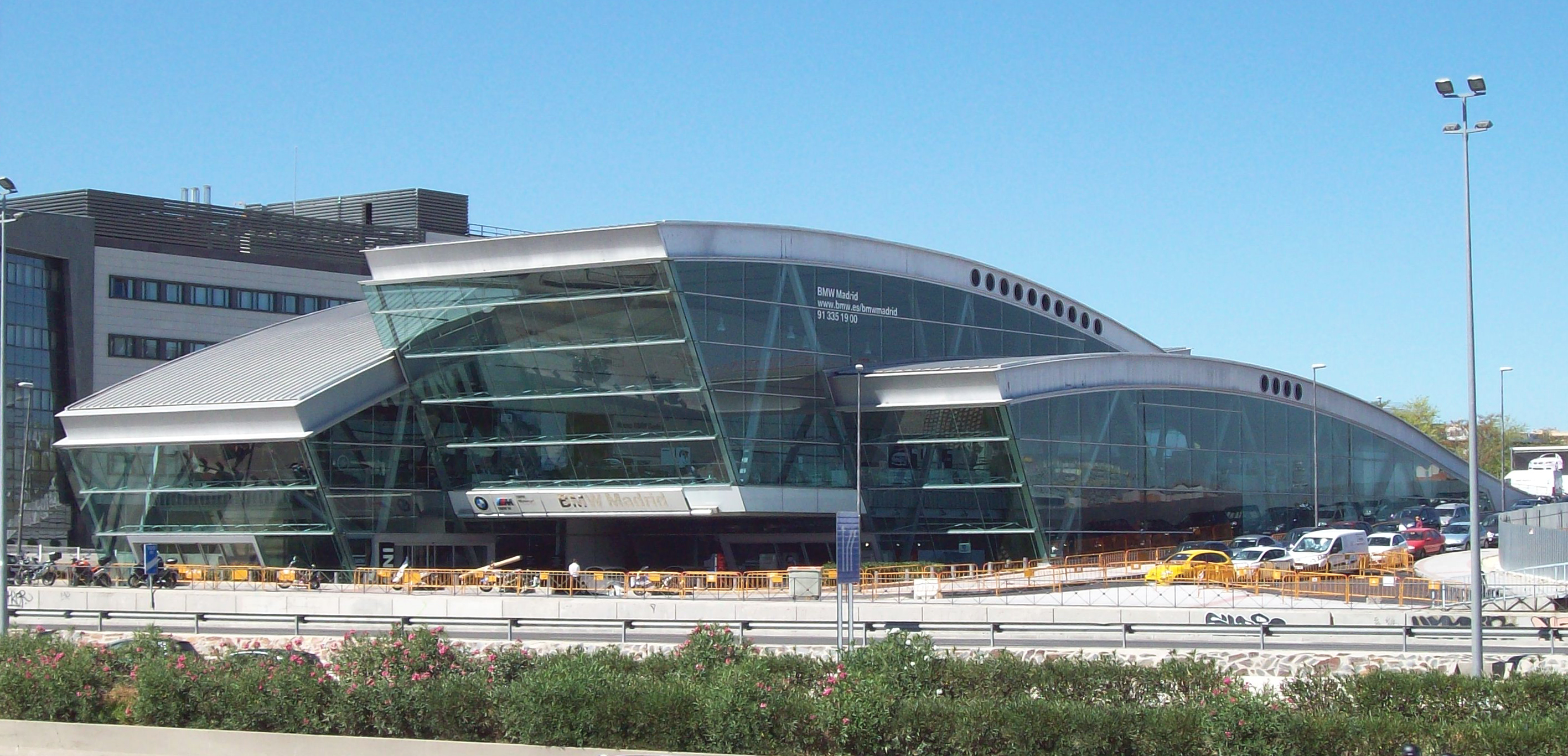
Centro BMW, diseñado por Rafael de La-Hoz

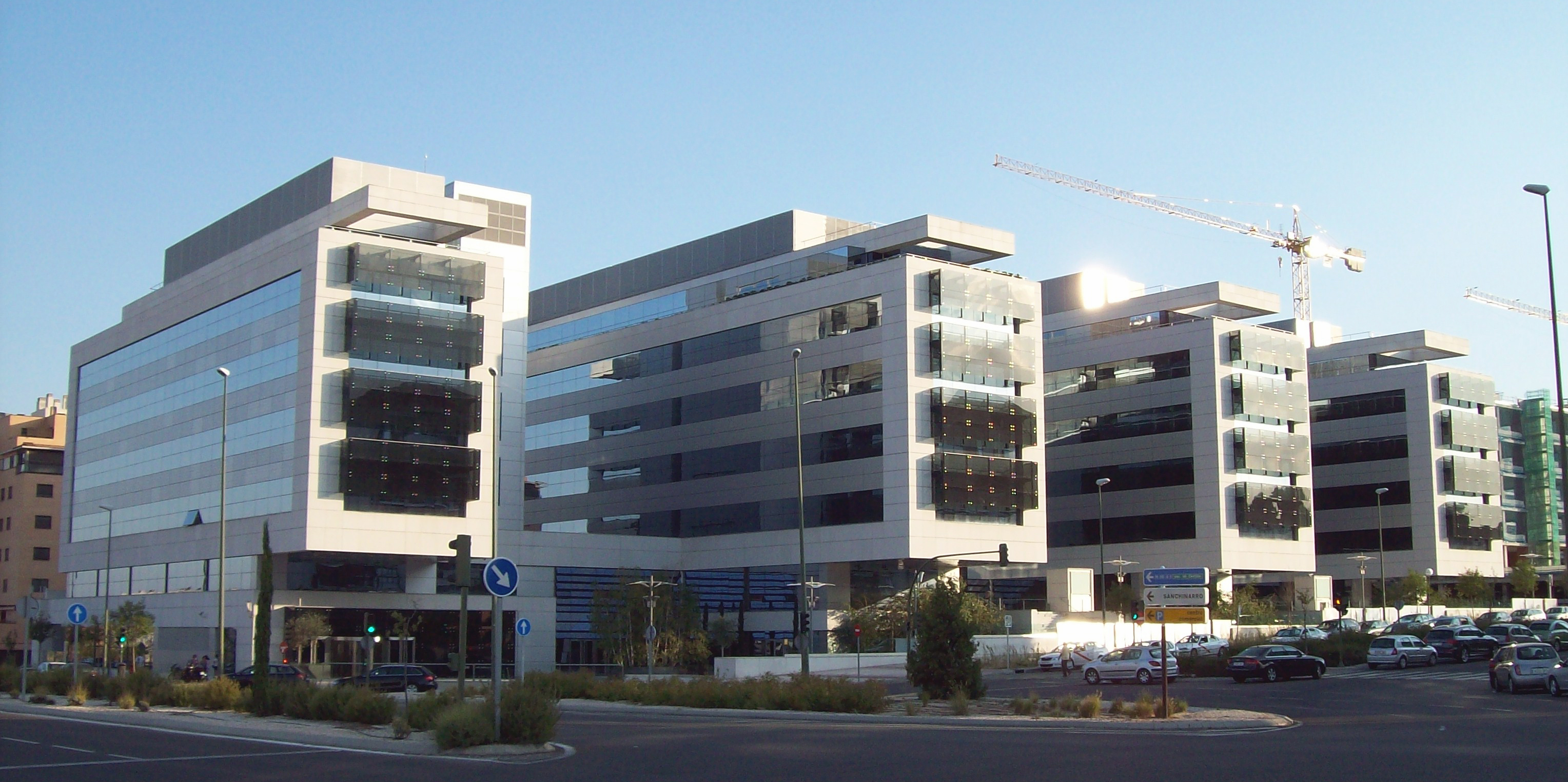
Vista de la sede central de Dragados, en Madrid (España)

Las Tablas, es un área residencial del barrio de Valverde, en el distrito de Fuencarral-El Pardo de la ciudad de Madrid (España). Surgió como un Programa de Actuación Urbanística (PAU), a raíz de la elaboración del Plan General de Ordenación Urbana de 1997 y construido a principios de la década del año 2000. Está situado al oeste de la autovía A-1, al este de la línea férrea Madrid-Burgos y al sur de la calle Nuestra Señora de Valverde. Las Tablas colinda al sureste con Sanchinarro y al oeste con Montecarmelo, Tres Olivos y el casco histórico de Fuencarral. Al norte colinda con el municipio de Alcobendas. En la actualidad habitan en Valverde 62 247, de los cuales corresponden a Las Tablas unas 43 000 personas (calculado aplicando una ocupación media de 3,5 personas/vivienda a las 12 272 viviendas de la zona).
En Las Tablas se encuentra el kilómetro 0 del Anillo Verde Ciclista de Madrid. Se trata de una vía ciclista y peatonal muy utilizada a diario por los ciudadanos, la cual circunvala la ciudad de Madrid en sus más de 60 km.
Las Tablas también acoge varias sedes empresariales, como el campus de Telefónica, Distrito Telefónica, donde trabajan unos 15 000 empleados. El campus, sede de Telefónica desde 2007, lo forman una serie de edificios acristalados formando una planta con forma de H. El campus está al norte de la autovía de circunvalación M-40. Además, otras sedes ubicadas en Las Tablas son las de Dragados y Construcciones, el Grupo de Servicios Ciudadanos de la empresa FCC, Seguros CASER, BMW, Renault, Peugeot, Hyundai, Huawei, Capgemini, Mediaset España y FON. En 2015 terminó la construcción de la sede del banco BBVA llamada Ciudad BBVA. Este es un complejo de 114 000 metros cuadrados, con siete edificios y una torre de casi 100 metros de altura denominada La Vela, en el cual trabajan unos 7000 empleados.

## Transportes
Autobuses
Las líneas 170 (Arroyo del Fresno-Sanchinarro), 172 (Mar de Cristal-Telefónica), 175 (Plaza de Castilla-Las Tablas Norte), 176 (Plaza Castilla-Las Tablas Sur), T61 (Estación de Cercanías de Fuencarral-Las Tablas) y SE833 (Plaza de Castilla-Las Tablas) de la Empresa Municipal de Transportes de Madrid dan servicio al barrio.
En cuanto al transporte nocturno, da servicio la línea N24 (Plaza de Cibeles-Las Tablas).
Metro
Las líneas 10 y ML-1 dan servicio al barrio, con las estaciones de Las Tablas, Ronda de la Comunicación y Palas de Rey.